# Industrie du kangourou
L'industrie du kangourou est basée sur la chasse aux kangourous géants et aux wallabies, sous contrôle du gouvernement australien,.

## La viande de kangourou
La viande de kangourou est disponible dans les supermarchés australiens, elle est aussi exportée dans plus de 55 pays.

## Le cuir de kangourou

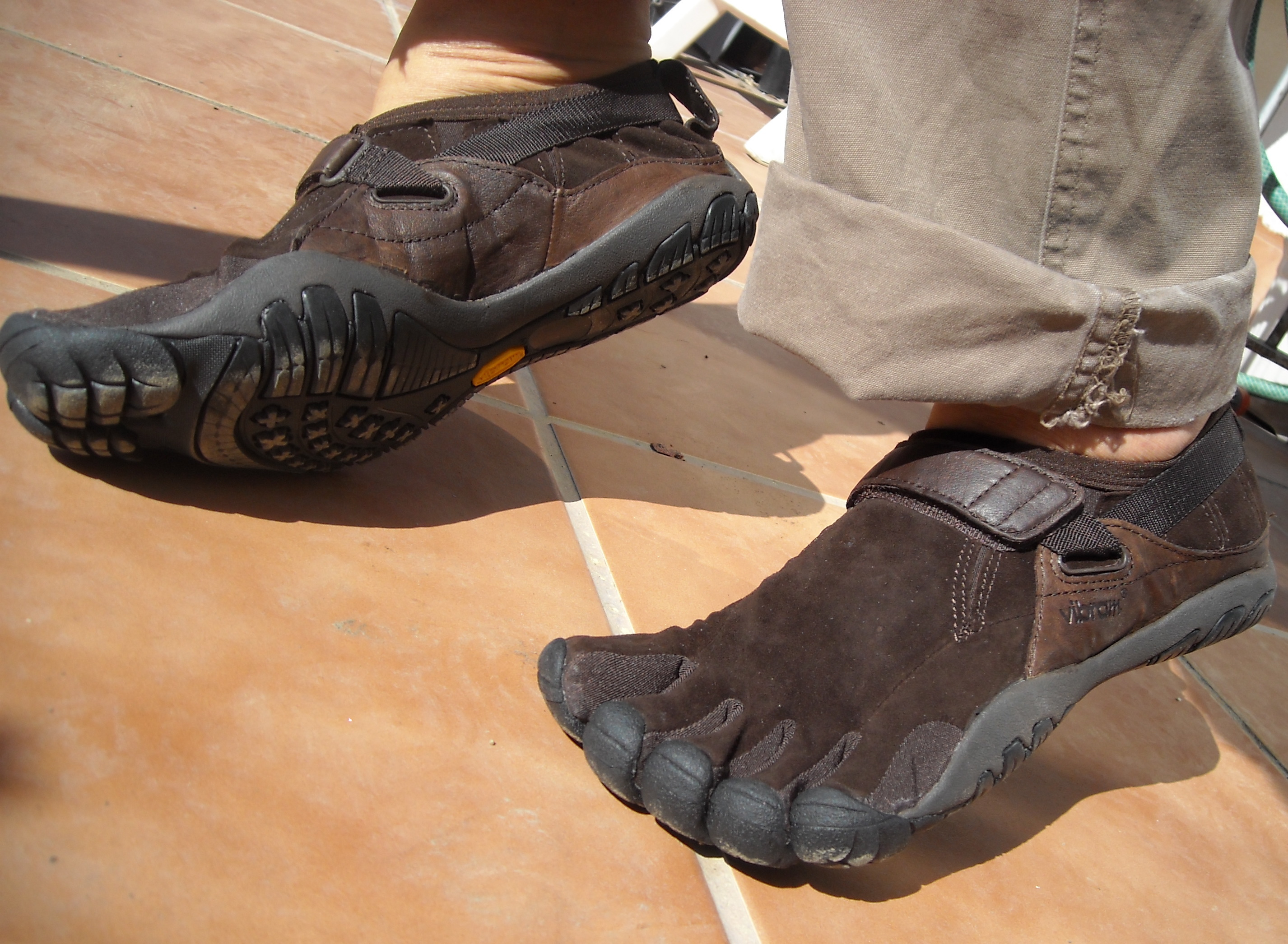
Chaussures faites en cuir de kangourou.

Le cuir de kangourou est mondialement reconnu comme le cuir léger le plus résistant; il est utilisé largement dans la fabrication de chaussures et de gants haut de gamme, cependant, de plus en plus d'entreprises du luxe mettent fin à leur utilisation de ce produit.

## Population des kangourous
Des 48 espèces des kangourous en Australie, seulement six peuvent être commercialement exploitées.
Plus de 99 % de la production commerciale de kangourou viennent des pâturages arides d'Australie. Les populations de kangourous dans ces zones sont évaluées annuellement dans chaque État par des techniques de relevés aérien.
Ces régions appelées le « bush », peu boisées facilitent ce type d'évaluation en utilisant des avions à voilure fixe volant à basse altitude ou des hélicoptères.
Les autorités des Parcs nationaux comptent le nombre de kangourous vus sur des coupes transversales fixes. L'utilisation de cette technique de contrôle sur trente ans, a permis de développer des techniques sophistiquées et précises d'extrapolation pour calculer les populations.
Les kangourous sont une des rares espèces vivantes n'étant pas en danger d'extinction à avoir un recensement annuel de leurs populations.
La population de kangourou en Australie avoisinerait les 25 millions d'individus en juin 2023.